# Käthe Dassler
Käthe Dassler (* 17. Juli 1917 in Pirmasens als Katharina Martz; † 31. Dezember 1984 in Erlangen) war eine deutsche Unternehmerin. Sie war die Ehefrau von Adi Dassler und folgte ihm 1978 als Geschäftsführerin des Sportartikelherstellers Adidas bis zu ihrem Tod nach.

## Leben
Käthe wurde in der damaligen Schuhmetropole Pirmasens als ältestes Kind des Leistenherstellers Franz Martz geboren, aus dessen Werkstatt später die Firma Framas Kunststofftechnik hervorging.
1932 lernte sie Adi Dassler kennen, der sich an der Deutschen Schuhfachschule in Pirmasens eingeschrieben hatte und von Käthes Vater unterrichtet wurde. Die beiden wurden ein Paar und heirateten am 17. März 1934 auf dem Pirmasenser Standesamt. Käthe folgte ihrem Mann nach Herzogenaurach, wo sie ihm beim Aufbau und Wachstum der Schuhfabrik Gebrüder Dassler den Rücken freihielt. Zusammen hatten beide fünf Kinder, den Sohn Horst und die vier Töchter Ingeborg, Karin, Brigitte und Sigrid. Käthes Schwester Marianne Hoffmann zog ebenfalls nach Herzogenaurach und half ihr in Familie und Unternehmen, unter anderem jahrzehntelang als Prokuristin bei Adidas.
Käthe unterstützte ihren Mann nach dem Ende des Zweiten Weltkrieges und dem Auseinandergehen der Dassler-Brüder bei der Gründung der eigenen Firma. Sie war fortan vor allem für Verkauf und Export zuständig und nahm Kontakt zu Sportlern als Werbeträger für die Marke auf. Weiterhin engagierte sie sich mit großem Einsatz sowohl um die Belange der Mitarbeiter als auch für karitative Einrichtungen, Sportvereine und Schulen. Nach dem Tod ihres Mannes 1978 wurde Käthe geschäftsführende Gesellschafterin der Firma. In ihrer Amtszeit nahm Adidas Textilien in das Produktportfolio auf, der Umsatz stieg bis Mitte der 1980er Jahre auf 3,7 Milliarden Mark.
In der Silvesternacht 1984 erlag Käthe Dassler einem Herzinfarkt. Zum Nachfolger als Geschäftsführer wurde ihr Sohn Horst.

## Ehrungen
1982 wurde Dassler zur Ehrenbürgerin von Herzogenaurach ernannt und erhielt für ihre Lebensleistung und ihr gesellschaftliches Engagement das Große Bundesverdienstkreuz verliehen. Ihre Heimatstadt Pirmasens benannte 2014 einen Verkehrskreisel nach ihr, dessen Mittelpunkt ein überdimensionaler Fußball bildet, den die Firmen Adidas und Framas sponserten. 2021 wurde die Pirmasenser Realschule Plus Kirchberg in Käthe Dassler Realschule Plus umbenannt. In Wallhalben gibt es einen Käthe-Dassler-Platz.